# مجموعة فوروكاوا
مجموعة فوروكاوا (古河グループ ) ، التي كانت سابقاً فوروكاا زايباتسو (古河財閥) هي واحدة من أكبر 15 مجموعة صناعية في اليابان. نشأتها يعود إلى عام 1875، مؤسس فوروكاوا إيشيبي ‏. هذه المجموعة متخصصة في صناعة التعدين والإلكترونيات والمواد الكيميائية قبل الحرب العالمية الثانية. 
الشركات السائدة حاليًا هي فوجي إلكتريك وفوروكاوا إلكتريك ، بالإضافة إلى فوجيتسو وفانوك وأدفانتست . ومن الشركات الأخرى المعروفة يوكوهاما رابر .

## روابط خارجية
- الموقع الرسمي